# Psalterfragment aus Cambridge
Das Psalterfragment aus Cambridge (Nr. 294 nach Rahlfs, Siglum P bei Kenyon) ist das Fragment einer Pergamenthandschrift aus dem 12. Jahrhundert. Es enthält Teile der Psalmen 71–81 und 127–141 in griechischer Sprache. Es sind 26 Blätter erhalten. Die Schrift ist Rahlfs zufolge „sonderbar“, wahrscheinlich eine englische Imitation griechischer Minuskeln mit einigen lateinischen Anmerkungen.
Die Fragmente befinden sich in der Bibliothek des Emmanuel College in Cambridge mit der Signatur Ms. III. 3. 22.